# ウルフ・キルステン

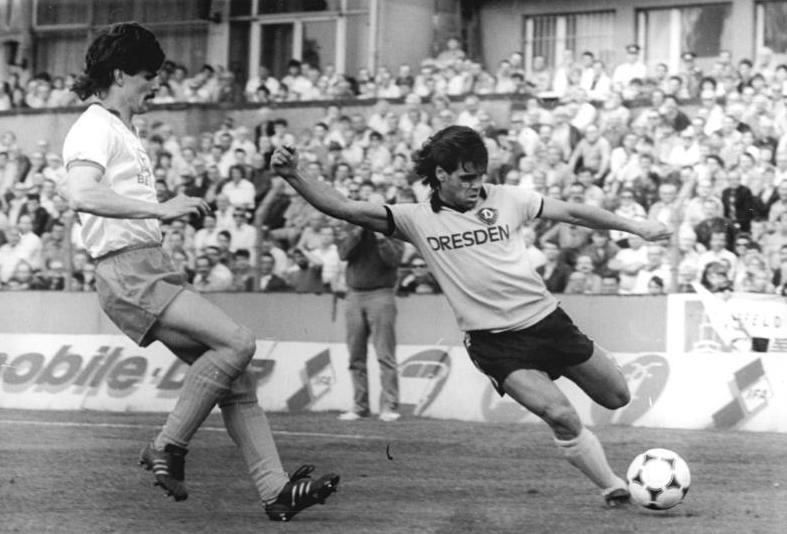
ディナモ・ドレスデン在籍時のキルステン（右側）

ウルフ・キルステン（Ulf Kirsten、1965年12月4日 -）は、ドイツ（旧東ドイツ）出身の元サッカー選手。ポジションはフォワード。1980年代から1990年代のドイツを代表する選手の一人であり、2つの異なるナショナルチームでプレーし100試合出場（東ドイツ代表49試合、ドイツ代表51試合）に達した初の選手である。

## クラブ経歴
キルステンは故郷のBSGシュタール・リーザやSCリーザ＝レーダーアウを経て、1979年にディナモ・ドレスデンの下部組織に入団。1983年にトップチームに昇格し、同年8月13日に行われたBSGヒェミー・ライプツィヒ戦でデビューすると、ドレスデンのレギュラーに定着し1990年までにリーグ戦154試合で57得点、ヨーロッパのカップ戦においても21試合で8得点を記録した。また、2度のDDRオーバーリーガ優勝（1988-89シーズン、1989-90シーズン）と3度のFDGBポカール優勝（1983-84シーズン、1984-85シーズン、1989-90シーズン）に貢献し、1990年には年間最優秀選手賞を受賞した。
1990年、イタリアのカリアリと仮契約を結んでいたが、これを破棄し、7月にブンデスリーガ1部のバイエル・レバークーゼンに移籍。1990-91シーズン開幕戦のバイエルン・ミュンヘン戦でデビューすると、この試合で初得点を決めレバークーゼンのサポーターに認められた。レバークーゼンでは2003年までにリーグ戦350試合に出場し182得点、ヨーロッパのカップ戦においても54試合に出場し32得点を記録した。また、1992-93シーズンのDFBポカール決勝のヘルタ・ベルリン・アマチュア戦では決勝点を決めてタイトル獲得に貢献。UEFAチャンピオンズリーグ 2001-02ではミヒャエル・バラックらと共に準優勝に貢献した。個人では1992-93シーズンにリーグ戦で20得点、1996-97シーズンと1997-98シーズンにはそれぞれ22得点をあげリーグ得点王となった。
その後、2002-03シーズン限りで現役を引退した。

## 代表経歴
東ドイツ代表としては1985年5月8日に行われたデンマーク代表との国際親善試合でデビュー。1986 FIFAワールドカップ・予選やUEFA欧州選手権1988予選や1990 FIFAワールドカップ・予選に出場し、1990年5月13日に行われたブラジル代表との国際親善試合を最後に代表から退くまで国際Aマッチ49試合に出場し14得点を記録した。
ドイツ代表としては1992年10月14日に行われたメキシコ代表との国際親善試合でデビューした。当時の代表監督・ベルティ・フォクツはユルゲン・クリンスマンのパートナーを務めることができる選手を探していたがキルステンはアンドレアス・トームやシュテファン・クンツらと共に1ランク下の選手と見做されていた。1994年にアメリカ合衆国で行われた1994 FIFAワールドカップでは代表メンバーに選ばれたが出場機会はなかった。
1996年のUEFA EURO '96では代表メンバーから落選したが、1998 FIFAワールドカップ・ヨーロッパ予選では好調なプレーを維持すると、1998年にフランスで開催された本大会でも代表入りを果たし準々決勝のクロアチア代表を含む4試合に出場した。フォクツの後任としてエーリッヒ・リベックが監督に就任した後も代表に招集され、2000年にオランダとベルギーで共同開催されたUEFA EURO 2000では2試合に出場したが、同年6月20日に行われたポルトガル代表戦を最後に代表から退いた。
ドイツ代表としての通算成績は国際Aマッチ51試合出場21得点で、東ドイツ代表時代を含めた通算成績は国際Aマッチ100試合出場34得点となっている。

## 引退後
2003年限りで現役引退をすると指導者に転じ、古巣のバイエル・レバークーゼンのアシスタントコーチとして2年間の経験を積んだ後、2005年に下部組織のバイエル・レバークーゼンIIの監督に就任した。また、2003年11月16日に行われた引退試合に際してウルフ・キルステン財団を設立し、ドレスデン周辺地域における若者に対するスポーツの推進活動を行っている。
2011年にレバークーゼンIIの監督を退任し、2012年からはスポーツ代理店に勤務している。

## 人物
元バイエルン・ミュンヘンのエウベル、元VfLボーフムのパウル・フライアーと共にブンデスリーガの史上最速得点記録（11秒）の持ち主だった。この記録は2002年3月30日に行われたバイエル・レバークーゼン対1.FCカイザースラウテルン戦において打立てたものだったが、2014年9月5日に行われたレバークーゼン対ボルシア・ドルトムント戦においてレバークーゼン所属のカリム・ベララビ（9秒）によって塗り替えられた。
息子のベンヤミン・キルステンも元サッカー選手でありゴールキーパーとして、父親の古巣のディナモ・ドレスデンやオランダのNECナイメヘンなどに在籍した。
東西ドイツ統一後、ドイツ民主共和国の諜報機関・シュタージの非公式協力者であったことを認めている。なお、キルステンの所属していたディナモ・ドレスデンには1978年から1989年の間に18人から72人の非公式協力者が登録されていた。

## 代表歴

### 出場大会
- 東ドイツ代表
- ドイツ代表
  - 1994 FIFAワールドカップ
  - 1998 FIFAワールドカップ

### 試合数
- 国際Aマッチ 52試合 14得点（1985年-1990年、東ドイツ）[22][7]
- 国際Aマッチ 51試合 20得点（1992年-2000年、ドイツ）[22][7]

| 東ドイツ代表 | 国際Aマッチ | 国際Aマッチ |
| 年           | 出場        | 得点        |
| ------------ | ----------- | ----------- |
| 1985         | 7           | 1           |
| 1986         | 10          | 2           |
| 1987         | 9           | 4           |
| 1988         | 10          | 0           |
| 1989         | 11          | 4           |
| 1990         | 5           | 3           |
| 通算         | 52          | 14          |

| ドイツ代表 | 国際Aマッチ | 国際Aマッチ |
| 年         | 出場        | 得点        |
| ---------- | ----------- | ----------- |
| 1992       | 3           | 0           |
| 1993       | 6           | 2           |
| 1994       | 4           | 3           |
| 1995       | 4           | 1           |
| 1996       | 1           | 0           |
| 1997       | 7           | 5           |
| 1998       | 16          | 5           |
| 1999       | 5           | 1           |
| 2000       | 5           | 3           |
| 通算       | 51          | 20          |

### 得点
出典
| #  | 開催日         | 開催地                                 | 対戦国         | 結果 | 大会                          |
| -- | -------------- | -------------------------------------- | -------------- | ---- | ----------------------------- |
| 1  | 1985年8月14日  | ノルウェー、オスロ                     | ノルウェー     | 1-0  | 親善試合                      |
| 2  | 1986年2月19日  | ポルトガル、ブラガ                     | ポルトガル     | 3-1  | 親善試合                      |
| 3  | 1986年10月29日 | 東ドイツ、カール＝マルクス＝シュタット | アイスランド   | 2-0  | UEFA欧州選手権1988予選        |
| 4  | 1987年9月23日  | 東ドイツ、ゲーラ                       | チュニジア     | 2-0  | 親善試合                      |
| 5  | 1987年10月10日 | 東ドイツ、ベルリン                     | ソビエト連邦   | 1-1  | UEFA欧州選手権1988予選        |
| 6  | 1987年10月28日 | 東ドイツ、マクデブルク                 | ノルウェー     | 9-1  | UEFA欧州選手権1988予選        |
| 7  | 1987年10月28日 | 東ドイツ、マクデブルク                 | ノルウェー     | 9-1  | UEFA欧州選手権1988予選        |
| 8  | 1989年2月13日  | エジプト、カイロ                       | エジプト       | 4-0  | 親善試合                      |
| 9  | 1989年2月13日  | エジプト、カイロ                       | エジプト       | 4-0  | 親善試合                      |
| 10 | 1989年5月20日  | 東ドイツ、ライプツィヒ                 | オーストリア   | 1-1  | 1990 FIFAワールドカップ・予選 |
| 11 | 1989年8月23日  | 東ドイツ、エアフルト                   | ブルガリア     | 1-1  | 親善試合                      |
| 12 | 1990年3月28日  | 東ドイツ、ベルリン                     | アメリカ合衆国 | 3-2  | 親善試合                      |
| 13 | 1990年3月28日  | 東ドイツ、ベルリン                     | アメリカ合衆国 | 3-2  | 親善試合                      |
| 14 | 1990年3月28日  | 東ドイツ、ベルリン                     | アメリカ合衆国 | 3-2  | 親善試合                      |

| #  | 開催日         | 開催地                     | 対戦国             | 結果 | 大会                          |
| -- | -------------- | -------------------------- | ------------------ | ---- | ----------------------------- |
| 1  | 1993年4月14日  | ドイツ、ボーフム           | ガーナ             | 6-1  | 親善試合                      |
| 2  | 1993年10月13日 | ドイツ、カールスルーエ     | ウルグアイ         | 5-0  | 親善試合                      |
| 3  | 1994年4月27日  | UAE、アブダビ              | アラブ首長国連邦   | 2-0  | 親善試合                      |
| 4  | 1994年11月16日 | アルバニア、ティラナ       | アルバニア         | 2-1  | UEFA EURO '96予選             |
| 5  | 1994年12月14日 | モルドバ、キシナウ         | モルドバ           | 3-0  | UEFA EURO '96予選             |
| 6  | 1995年9月6日   | ドイツ、ニュルンベルク     | グルジア           | 4-1  | UEFA EURO '96予選             |
| 7  | 1997年4月2日   | スペイン、グラナダ註1      | アルバニア         | 3-2  | 1998 FIFAワールドカップ・予選 |
| 8  | 1997年4月2日   | スペイン、グラナダ註1      | アルバニア         | 3-2  | 1998 FIFAワールドカップ・予選 |
| 9  | 1997年4月2日   | スペイン、グラナダ註1      | アルバニア         | 3-2  | 1998 FIFAワールドカップ・予選 |
| 10 | 1997年9月6日   | ドイツ、ベルリン           | ポルトガル         | 1-1  | 1998 FIFAワールドカップ・予選 |
| 11 | 1997年9月6日   | ドイツ、ドルトムント       | アルバニア         | 4-1  | 1998 FIFAワールドカップ・予選 |
| 12 | 1998年12月1日  | ドイツ、シュトゥットガルト | ブラジル           | 1-2  | 親善試合                      |
| 13 | 1998年12月1日  | ドイツ、マンハイム         | ルクセンブルク     | 7-0  | 親善試合                      |
| 14 | 1998年12月1日  | ドイツ、マンハイム         | ルクセンブルク     | 7-0  | 親善試合                      |
| 15 | 1998年10月14日 | モルドバ、キシナウ         | モルドバ           | 3-1  | UEFA EURO 2000予選            |
| 16 | 1998年10月14日 | モルドバ、キシナウ         | モルドバ           | 3-1  | UEFA EURO 2000予選            |
| 17 | 1999年6月4日   | ドイツ、レヴァークーゼン   | モルドバ           | 1-1  | UEFA EURO 2000予選            |
| 18 | 2000年4月26日  | ドイツ、カールスルーエ     | スイス             | 1-1  | 親善試合                      |
| 19 | 2000年6月7日   | ドイツ、フライブルク       | リヒテンシュタイン | 8-2  | 親善試合                      |
| 20 | 2000年6月7日   | ドイツ、フライブルク       | リヒテンシュタイン | 8-2  | 親善試合                      |

註1アルバニア国内の政情不安のため、中立地のスペインで試合が行われた。